# 5. Goya-gála
Az 5. Goya-gála során az 1990-ben bemutatott spanyol filmeket értékelték. A jelölteket az Academy of Cinematographic Arts and Sciences of Spain választotta ki. A madridi Palacio de Congresosban tartott ceremóniát az Antena 3 közvetítette 1991. február 16-án. A műsor házigazdái Lydia Bosch és Jorge Sanz voltak. A gála során Enrique Alarcón kapta meg a tiszteletbeli Goya-díjat.

## Győztesek és jelöltek
A nyertesek félkövérrel jelölve.

### Fő díjak
| Legjobb film | Legjobb rendező |
| --- | --- |
| - Jaj, Carmela! - Las cartas de Alou - Kötözz meg és ölelj!                                                                                     | - Carlos Saura — Jaj, Carmela! - Pedro Almodóvar — Kötözz meg és ölelj! - Montxo Armendáriz — Las cartas de Alou                       |
| Legjobb férfi főszereplő | Legjobb női főszereplő |
| - Andrés Pajares — Jaj, Carmela! - Imanol Arias — A solas contigo - Antonio Banderas — Kötözz meg és ölelj!                                     | - Carmen Maura — Jaj, Carmela! - Victoria Abril — Kötözz meg és ölelj! - Charo López — Lo más natural                                  |
| Legjobb férfi mellékszereplő | Legjobb női mellékszereplő |
| - Gabino Diego — Jaj, Carmela! - Juan Echanove — A solas contigo - Francisco Rabal — Kötözz meg és ölelj!                                       | - María Barranco — Lulú - Rosario Flores — Contra el viento - Loles León — Kötözz meg és ölelj!                                        |
| Legjobb eredeti forgatókönyv | Legjobb adaptált forgatókönyv |
| - Las cartas de Alou — Montxo Armendáriz - A solas contigo — Eduardo Calvo, Agustín Díaz, Manolo Matji - Kötözz meg és ölelj! — Pedro Almodóvar | - Jaj, Carmela! — Rafael Azcona, Carlos Saura - Lulú — Almudena Grandes, Bigas Luna - La sombra del ciprés es alargada — Luis Alcoriza |
| Legjobb új rendező | Legjobb iberoamerikai film |
| - Rosa Vergés — Bumm, bumm - José María Carreño — Ovejas negras - Paco Periñán — Contra el viento                                               | - Caídos del cielo — Peru - Caluga o menta — Chile - María Antonia — Kuba                                                              |

### Egyéb díjak
| Legjobb operatőr | Legjobb vágás |
| --- | --- |
| - Las cartas de Alou — Alfredo F. Mayo - Jaj, Carmela! — José Luis Alcaine - Kötözz meg és ölelj! — José Luis Alcaine                                               | - Jaj, Carmela! — Pablo González del Amo - Las cartas de Alou — Rosario Sáinz de Rozas - Kötözz meg és ölelj! — José Salcedo                                              |
| Legjobb látványtervezés | Legjobb gyártásvezető |
| - Jaj, Carmela! — Rafael Palmero - Lo más natural — Rafael Palmero - Kötözz meg és ölelj! — Ferrán Sánchez                                                          | - Jaj, Carmela! — Víctor Albarrán - Las cartas de Alou — Primitivo Álvaro - Kötözz meg és ölelj! — Esther García                                                          |
| Legjobb hang | Legjobb vizuális effektusok |
| - Jaj, Carmela! — Gilles Ortion, Alfonso Pino - Las cartas de Alou — Eduardo Fernández, Pierre Lorrain - Kötözz meg és ölelj! — Daniel Goldstein, Ricardo Steinberg | - Jaj, Carmela! — Reyes Abades - Don Juan, mi querido fantasma — Juan Ramón Molina, Carlos J. Santos - Las cartas de Alou — Reyes Abades, Juan Ramón Molina               |
| Legjobb jelmeztervezés | Legjobb smink |
| - Jaj, Carmela! — Rafael Palmero, Mercedes Sánchez - Yo soy ésa — José María García, Lina Montero, María Luisa Zabala - Kötözz meg és ölelj! — José María Cossío    | - Jaj, Carmela! — Paquita Núñez, José Antonio Sánchez - Yo soy ésa — Juan Pedro Hernández, Leonardo Straface - Kötözz meg és ölelj! — Juan Pedro Hernández, Jesús Moncusi |
| Legjobb eredeti filmzene | Legjobb rövidfilm |
| - Lo más natural — José Nieto - Jaj, Carmela! — Alejandro Massó - Kötözz meg és ölelj! — Ennio Morricone                                                            | - El viaje del agua - Blanco o negro - Indefenso |

## Fordítás
- Ez a szócikk részben vagy egészben  a(z)   5th Goya Awards című angol Wikipédia-szócikk fordításán alapul.  Az eredeti cikk szerkesztőit annak laptörténete sorolja fel. Ez a jelzés csupán a megfogalmazás eredetét és a szerzői jogokat jelzi, nem szolgál a cikkben szereplő információk forrásmegjelöléseként.